# ثقة بالذات

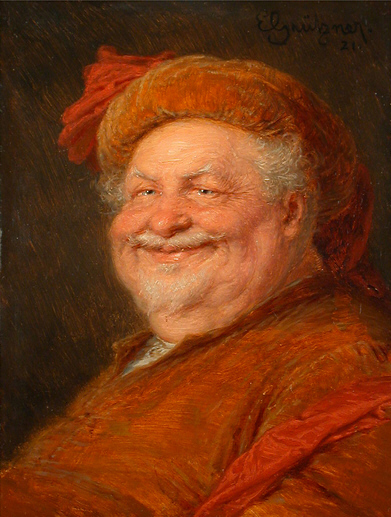
إدوارد فون جروتزنر فالستاف

الثقة بالنفس  هي حسن اعتماد المرء بنفسه، واعتباره لذاته، وقدراته حسب الظرف الذي هو فيه (المكان، الزمان) دون إفراط (عجب أو كبر أو عناد) ودون تفريط (من ذلة أو خضوع غير محمود). وهي أمر مهم لكل شخص مهما كان، ولا يكاد إنسان يستغني عن الحاجة إلى مقدار من الثقة بالنفس في أمر من الأمور.
الثقة هي إيمان الإنسان بقدراته وإمكاناته وأهدافه وقراراته، أي الإيمان بذاته. الثقة بالنفس هي العمود الفقري لشخصية الإنسان، إذ بدونها يفقد الإنسان احترامه لذاته، ويصبح عرضة لانتقاد واستغلال من حوله، وبالتالي يعيش حياة بائسة. وعكس ذلك فالشخص المتمتع بالثقة في نفسه تجده محط احترام الجميع، وتكون نظرته للحياة متفائلة.
و تذكر دائماً أنه لا يوجد إنسان لا يخطئ فعندما ترتكب خطأ ما لا ينبغي أن تهتز ثقتك بنفسك بل بالعكس اجعل هذا الخطأ يساعدك على زيادة الثقة بنفسك والتعلم من تجاربك وأخطائك السابقة.

## الايجابيات
- تتصف الشخصية الواثقة بنفسها بالقدرة على تحمل المسؤولية دون الشعور بالتردد والخوف
- الثقة بالنفس تساعد على احترام المواهب والقدرات العقلية والبدنية للانسان وتبني له مستقبل عظيم
- تمكن الثقة بالنفس من القدرة على نصح الناس وتوجيههم وحل مشاكلهم
- الواثق من نفسه يعد قدوة للآخرين في نفس مجاله أو غيره

### معوقات الثقة بالنفس
- الاضطرابات النفسية.
- الإصابة بالوسواس وتحطيم الذات.
- الشعور بالذنب واحتقار الذات.
- مقارنة النفس بالآخرين.
- الإحساس بأن المجتمع الذي ينتمي إليه المرء هو مجتمع منبوذ.